# Richolf (Adeliger)
Richolf war ein Adeliger in den Diensten von Kaiser Heinrich III. im 11. Jahrhundert. Er hat sich in seine Leibeigene Sigena verliebt. Leibeigene waren nichts anderes als Sklavinnen und so konnte Richolf mit ihr keine freien Kinder zeugen. Der Kaiser schlug auf einem Hoftag in Nürnberg der Sigena zum Zeichen ihrer Freisprechung eine Münze aus der Hand und so konnte Richolf sie zur Frau nehmen. Hierzu wurde die Sigena-Urkunde am 16. Juli 1050 erstellt. Sie ist das älteste erhaltene Schriftstück, auf dem der Name Nürnbergs urkundlich erwähnt ist. Das Dokument ist damit der momentan verfügbare älteste schriftliche Nachweis dafür, dass es in Nürnberg im Jahr 1050 schon eine ausreichende Infrastruktur zur Durchführung eines Hoftages gab.